# Taraxacum ohirense
Taraxacum ohirense là một loài thực vật có hoa trong họ Cúc. Loài này được S.Watan. & T.Morita miêu tả khoa học đầu tiên năm 1995.